# Pierre Leroux
Pierre-Henri Leroux (París, 7 de abril de 1797-París, 12 de abril de 1871) fue un editor, periodista, filósofo y político francés.

## Biografía

### Juventud
Sus padres, muy pobres, tuvieron una casa de bebidas en la plaza de los Vosgos, en París. A pesar de la situación económica de su familia, Pierre Leroux pudo realizar sólidos estudios secundarios. Primero en el Liceo Carlomagno y luego, después de haber obtenido una doble nominación (un primer accésit de traducción y un quinto accésit de versión latina), en el concurso general de 1809, en el Liceo de Rennes, entre 1809 y 1814, como becario del Gobierno. Aunque aprobó el curso de ingreso a la Escuela Politécnica en 1814, renunció al mismo para ayudar a su madre, que había quedado viuda, y a sus tres hermanos.
Se integró a la masonería y empezó a trabajar como aprendiz en la imprenta de un primo. Formado como obrero tipógrafo y como corrector, fue contratado como jefe de taller en la imprenta Panckoucke, donde en 1824 Paul-François Dubois fundó el periódico literario Le Globe. Encargado desde un comienzo de tareas de primer orden en el journal —al principio aparecido cada dos días, luego dos veces a la semana—, Leroux llegó a publicar artículos destacados, particularmente sobre materias filosóficas.

### Luchas sociales y políticas
Enseguida se volcó a la lucha contra la monarquía de la Restauración, abrazando ideas liberales, primero adhiriendo a los carbonarios, después como redactor principal de Le Globe. Pero, luego de la Revolución de Julio, comprendió que el ideal de libertad debe ser completado a través de la «asociación». Se unió entonces al movimiento sansimoniano, que se proponía reorganizar metódicamente el trabajo bajo la dirección de una élite industrial y religiosa. Logró que el grupo sansimoniano comprase el diario, que pasó a ser el órgano oficioso de la doctrina, teniendo como principales inspiradores a Enfantin y a Michel Chevalier. 
El cisma que se produjo entre Bazard y Enfantin en noviembre de 1831 llevó a Leroux a alejarse del movimiento sansimoniano, aunque durante el resto de su vida mantendría el ideal de un socialismo humanitario y reformista. En 1834 fue Leroux justamente quien creó la palabra «socialismo», según afirmó él mismo. Al principio, con sentido peyorativo, para designar el peligro de una planificación abusiva de la sociedad. Vincula al «socialismo» con la Inquisición, con el Terror y profetiza los totalitarismos del siglo xx.[cita requerida]
Más tarde, Leroux retomó el término «socialismo» de manera positiva, para designar el ideal de una sociedad que reconciliará los imperativos de libertad y de igualdad. Criticó de igual manera el «individualismo absoluto» y el «socialismo absoluto». Este equilibrio se encuentra en la base de su pensamiento. Sostuvo un socialismo republicano, es decir, un pensamiento que le dé todo el lugar posible a la libertad, tomando el ideal de igualdad en su sentido más exigente, el sentido social. 
Leroux rechazó la conformación de agrupaciones o partidos socialistas, ya que, según él, asociarse políticamente implica dar a entender que se quieren imponer las ideas por la fuerza y no por el convencimiento paulatino.

### Periodismo y política
La obra de Leroux es inmensa, tanto por el volumen como por la diversidad de temas que abarcó. El texto más destacado es sin duda la Encyclopédie nouvelle (Nueva enciclopedia), que realizó en colaboración con Jean Reynaud. Según Heinrich Heine, esta obra representa, para el pensamiento socialista y republicano del siglo xix, lo que la Enciclopedia de Diderot fue al pensamiento burgués del siglo xviii. Leroux fue uno de sus principales redactores. El libro De l’humanité (De la humanidad), pensado originalmente para formar parte de la enciclopedia, fue publicado en volumen aparte.
El periodismo ideológico y político lo desarrolló dirigiendo sucesivas revistas durante las décadas de 1830 y 1840: la Revue Encyclopédique, la Revue Indépendante o la Revue Sociale.

### Amistad con George Sand
En 1835, Leroux conoció a la ya famosa novelista George Sand. El filósofo y la escritora iniciaron una estrecha colaboración intelectual y una amistad que duró muchos años. En algunas de las novelas de George Sand, como Consuelo, La comtesse de Rudolstadt o Le Meunier d’Angibault, se puede percibir la influencia de Leroux. 
En 1843 obtuvo autorización para crear una imprenta en Boussac-le-Château (Creuse), lugar que seguramente conoció gracias a George Sand, «la vecina de Nohant», durante una excursión al sitio arqueológico de las Pierres Jaumâtres (Piedras Amarillentas). 
Se instala en Boussac, llevó a su familia, a sus amigos y luego, en los meses siguientes, a sus discípulos, seducidos por sus teorías y el modo de vida de la comunidad. Se dedicaron a la agricultura, aplicando el circulus, teoría ecologista según la cual los seres vivientes se alimentan de los despojos y los residuos unos de otros.
Leroux, entre tanto, continuó con su trabajo de tipógrafo y de director de la Revue Sociale.

### Actividad durante la Revolución de 1848

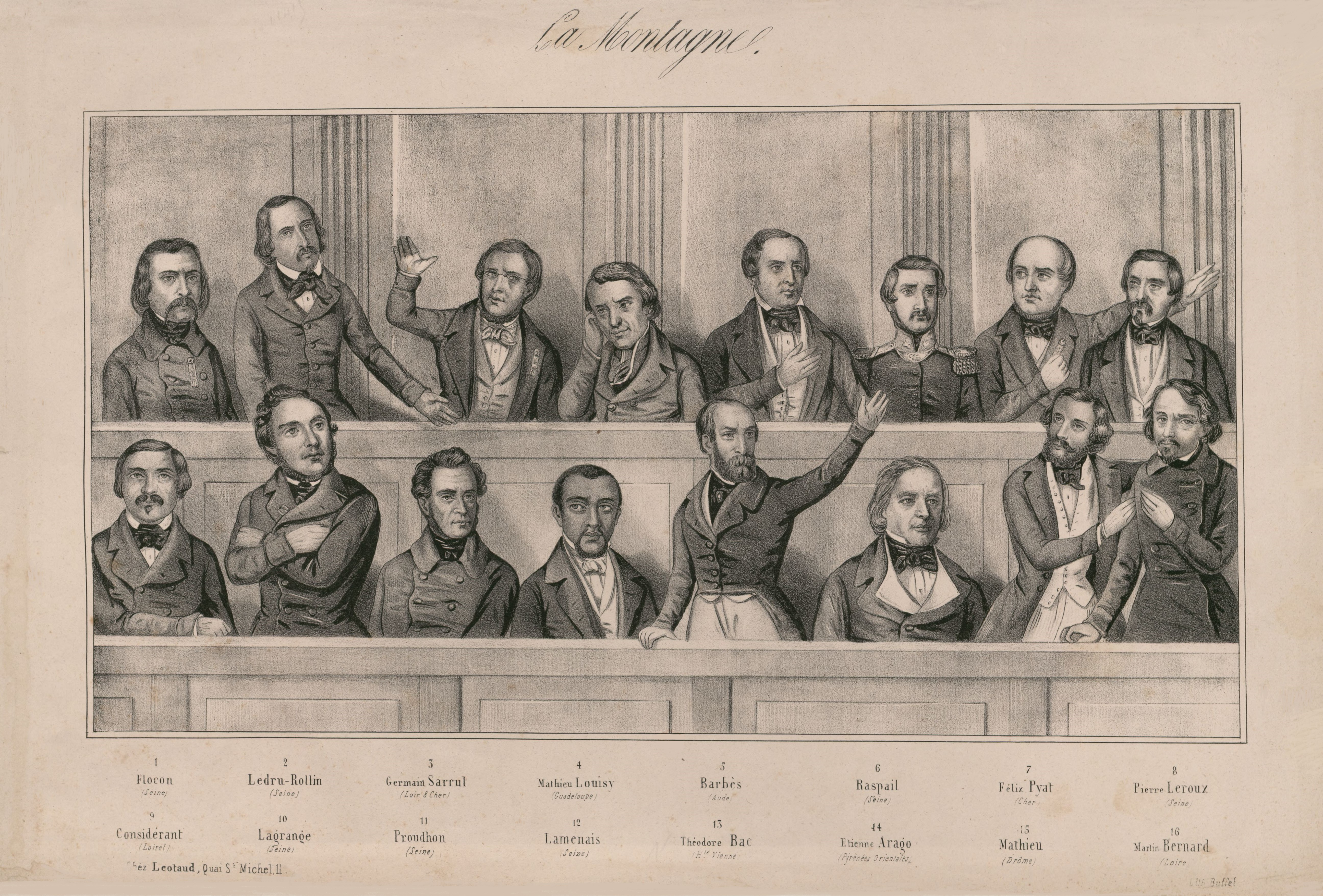
Los miembros de La Montaña en la Asamblea Nacional Constituyente en 1848. Leroux en la esquina inferior derecha.

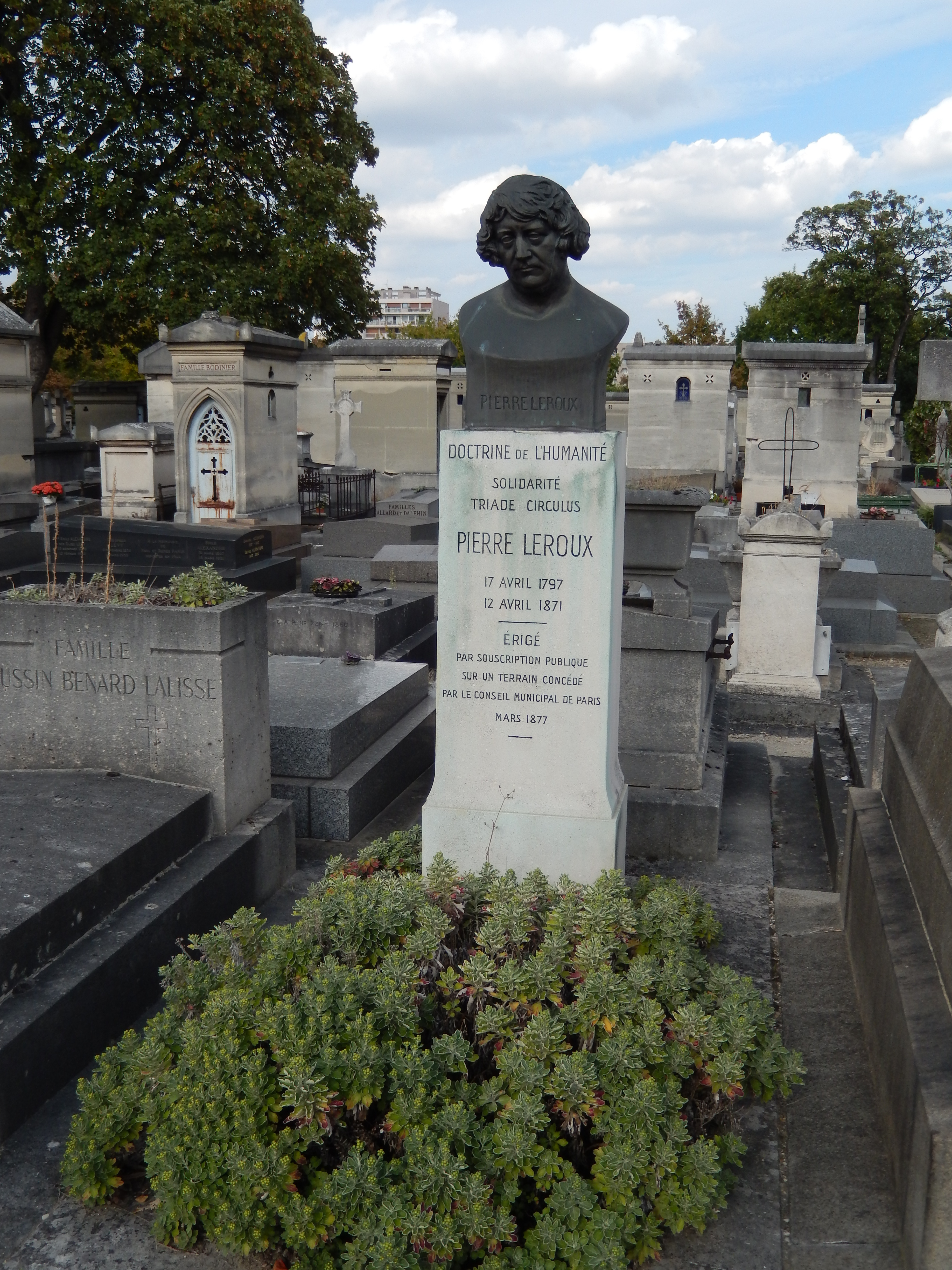
Tumba de Pierre Leroux en elcementerio de Montparnasse.

En febrero de 1848, Leroux proclamó la república en Boussac-le-Château. Nombrado alcalde de la comuna por el Gobierno provisorio, el 4 de junio fue elegido diputado por el departamento del Sena, como candidato de los demócratas-socialistas, para la Asamblea Constituyente de 1848. Sus votos le otorgaron el sexto lugar sobre once bancas en juego, con 91 375 votos sobre 248 392 votantes y 414 317 inscriptos. En la Asamblea se ubicó entre las bancas de la Montaña. 
Allí abogó por un socialismo mutualista y asociacionista. Tomó la defensa de los insurrectos de junio de 1848, aunque ya estaba muy alejado de compartir el camino de las armas, como en sus tiempos de juventud en la Carbonería.
Reelecto en las elecciones legislativas del 13 de mayo de 1849, representando al departamento del Sena en la Asamblea legislativa, logró el puesto 22 sobre 28 bancas en juego, con 110 127 votos sobre 281 140 votantes y 378 043 inscriptos. Se opuso a la política del nuevo presidente, Luis Bonaparte, pero no participó en el fracasado motín republicano del 13 de junio de 1849.

### Exilio
Después del golpe de Estado del 2 de diciembre de 1851 y la proclamación del Segundo Imperio, Leroux se exilió en Londres, luego en la isla de Jersey, donde fue vecino de Victor Hugo. Sus paseos por la playa de Samarez dejaron huellas en la obra de Hugo. La amistad entre el filósofo y el poeta terminó con una discusión, pero sus obras tienen muchos puntos de contacto. 
Leroux volvió a Francia en 1860, gracias a la ley de amnistía de 1859, y publicó un largo poema filosófico en dos volúmenes: La grève de Samarez (Las arenas de Samarez, 1863-1864).
Murió en París en abril de 1871, en plena Comuna de París. El Gobierno revolucionario envió dos representantes a su funeral.

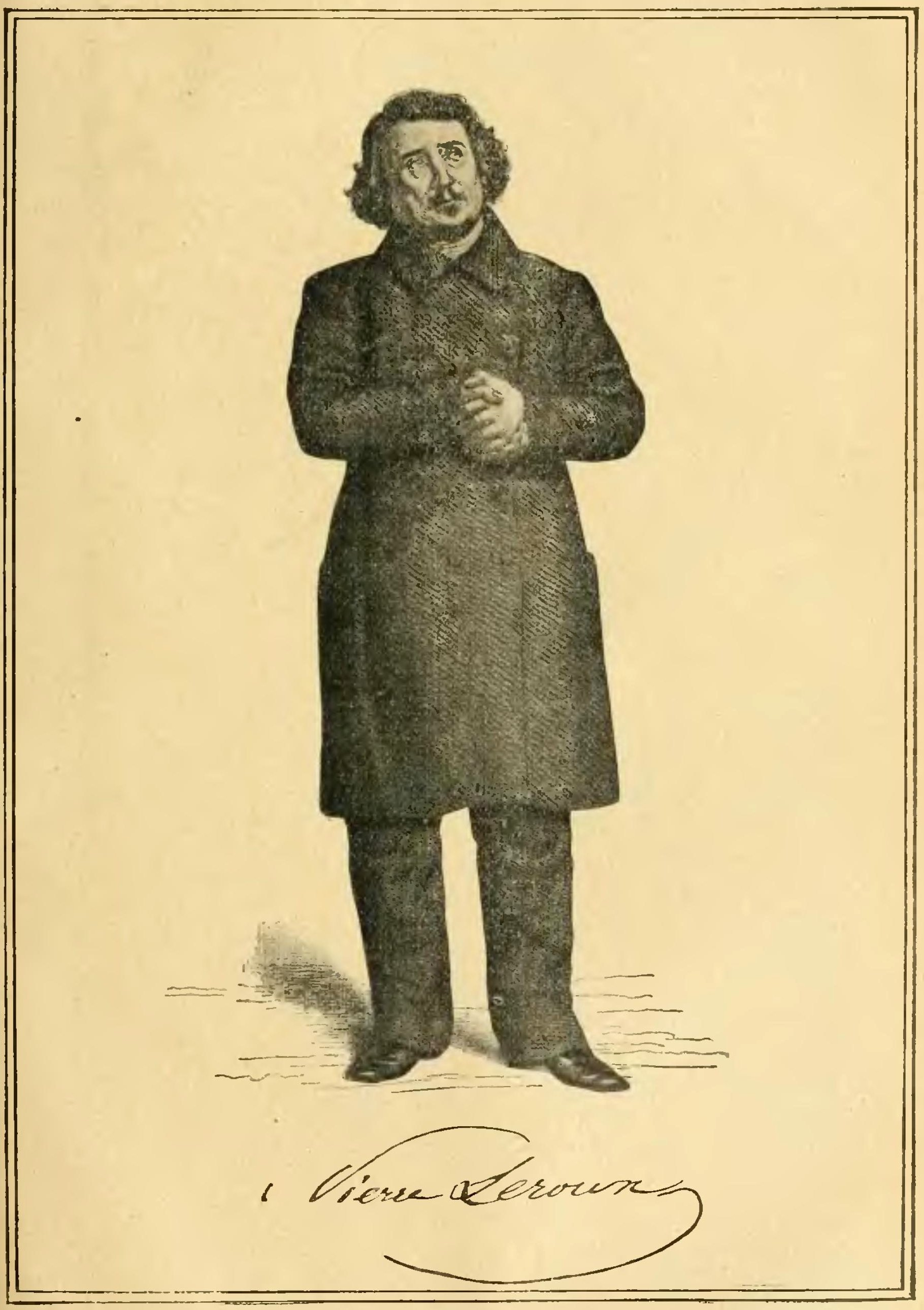
Grabado de Pierre Leroux en Histoire socialiste.

## Pensamiento
Leoux se unió a los sansimonianos, pero en 1831 se apartó del movimiento al haberse convertido en una especie de iglesia. Entonces se acerca a los republicanos y también recoge ciertos elementos del fourierismo. Sus obras alcanzan una notable difusión, pero no entre los obreros, sino entre ciertos medios literarios —Eugène Sue, George Sand, Victor Hugo—. Sin embargo, no abandona completamente una de las ideas básicas del sansimonismo: dividir la sociedad en dos grandes clases, la clase «productiva», en la que no sólo están integrados los obreros sino también los propietarios de las fábricas, los «industriales»; y la no productiva, encabezada por los grandes propietarios agrarios que viven de las rentas que les proporcionan sus tierras. Ahora bien, en su libro titulado Sobre la plutocracia, llega a una conclusión distinta al dejar fuera de los «productores» a los «capitalistas», situándolos al lado de los rentistas agrarios:

Podrá venir una nueva era, porque la actual sólo es nueva para los capitalistas. El error de Saint-Simon consiste en llamar industriales a los capitalistas, e industrial al capital. Que el poder ha pasado de las manos de los militares a las de los capitalistas es indiscutible; que el gobierno ha caído en manos de los propietarios de las riquezas, es evidente. Pero que estos propietarios, estos capitalistas o, si se quiere, estos industriales, sean capaces de organizar un verdadero gobierno, es lo que nos negamos, en nombre de la naturaleza humana, a concederles.

Preocupado por los temas religiosos y espirituales y por los sociales, los aúna mediante la caridad, entendida no en su sentido cristiano, que consideraba una manifestación del egoísmo, sino como el «principio de la solidaridad humana», que sólo se podía alcanzar en el marco del «socialismo», lo opuesto al individualismo.

La familia, el Estado, la propiedad han engendrado hasta ahora muchos males, y el hombre ha encontrado en ellas pesadas cadenas; pero, una vez más, no es que estas cosas sean malas en sí, ni que la naturaleza humana sea malvada; lo que ocurre es que esas instituciones, en lugar de estar organizadas para servir de comunión indefinida del hombre con sus semejantes y con el universo, se han dirigido, en cambio, contra tal comunión del hombre con sus semejantes y con el universo.
De l'humanité (1840).

Gian Mario Bravo, califica el pensamiento de Leroux como «socialismo humanitario, recubierto de pensamientos cristianos aunque escindido del cristianismo».

## Memoria histórica

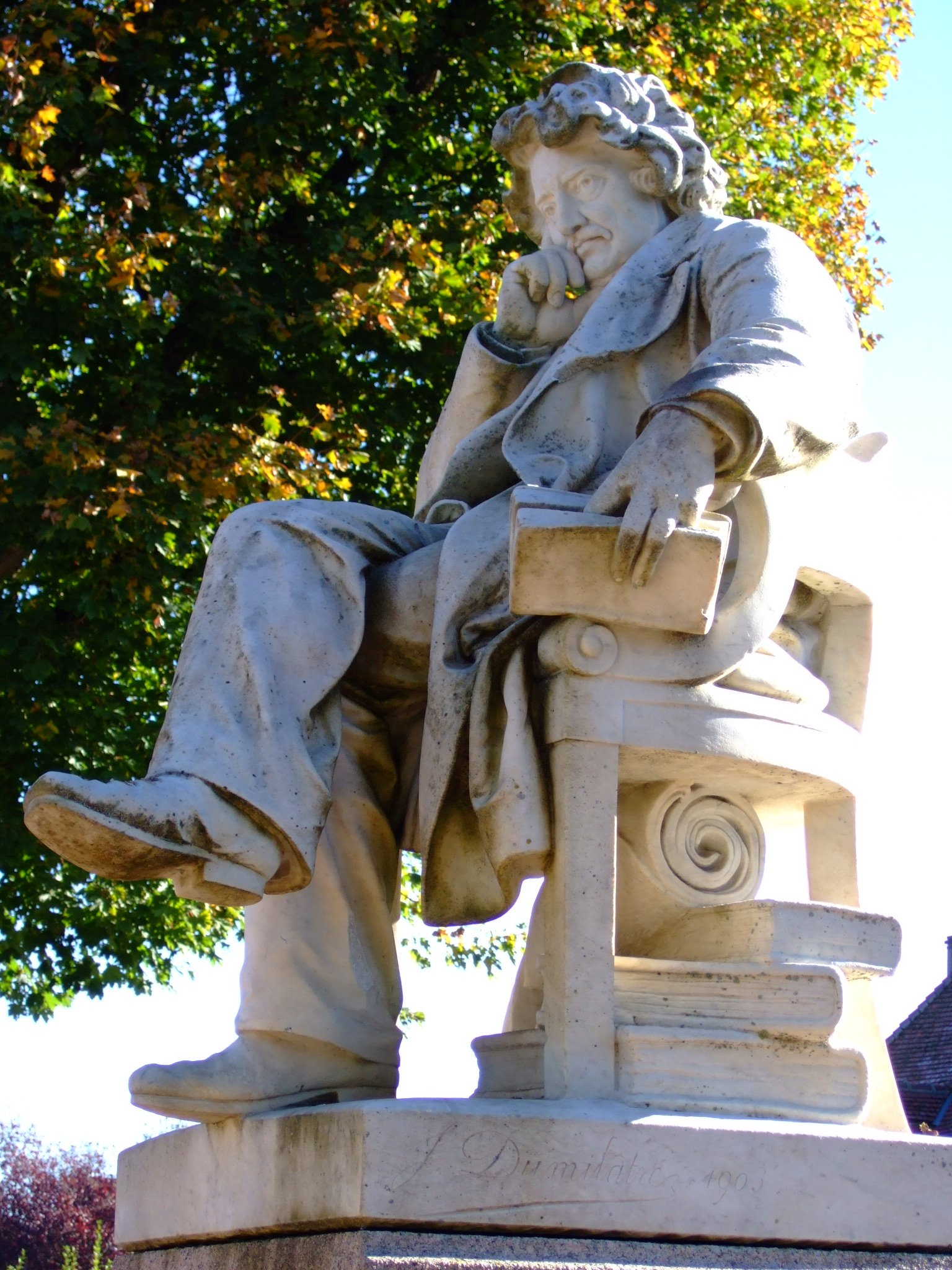
Detalle del Monumento a Pierre Leroux (1903), de Alphonse Jean Dumilâtre (1844-1928) en Boussac.

El 21 de junio de 1903 se inauguró en Boussac-le-Château, en presencia de Georges Clemenceau y de Camille Pelletan, ministro de Marina, una estatua de Leroux, del escultor bordelés Alphonse Dumilatre. Al año siguiente, Pierre-Felix Thomas publicó una tesis de doctorado sobre la obra de Leroux, que influyó en el pensamiento de Jean Jaurès.
Olvidado en los años en que el Partido Comunista (fundado en 1920) hegemoniza la ortodoxia socialista, la obra de Leroux, es objeto de un renovado interés desde la década de 1980, gracias a los trabajos de David Owen Evans, Jean-Pierre Lacassagne, Jean-Jacques Goblot, Armelle Lebras-Chopard o Vincente Peillon. Jacques Viard anima desde 1985 la Asociación de Amigos de Pierre Leroux y publica un boletín anual. Su hijo, Bruno Viard, permitió el acceso a la obra de Leroux publicando un volumen de fragmentos escogidos, Anthologie de Pierre Leroux, e intentó una síntesis de su pensamiento en Pierre Leroux, penseur de l’humanité (Pierre Leroux, pensador de la humanidad).
Una calle del VII Distrito de París lleva el nombre de Pierre Leroux.

## Obras

### Traducciones
- Cartas a los filósofos, a los artistas y a los políticos. Barcelona: Gedisa, 2016. ISBN 978-84-9784-265-5